# Photographer.Ru
Photographer.Ru — российский сетевой ресурс о фотографии и критике фотографии.

## История
13 января 1999 года московский фотограф Андрей Безукладников объявил об открытии сайта Photographer.Ru, созданного им совместно с программистом Вадимом Гунько и при моральной поддержке друзей-фотографов: Павла Антонова, Сергея Касьянова, Игоря Мухина. Позже, в этом же году, к группе поддержки сайта присоединились Лиза Фактор и Ирина Чмырева. Лиза курировала журналистское крыло сайта, а Ирина — художественное. «Photographer.Ru» стал первым профессиональным некоммерческим сетевым ресурсом, созданным с целью поддержки и популяризации творческой фотографии в России.
На «Photographer.Ru» публикуются статьи ведущих мировых и российских критиков в области фотографии, исследования по истории фотографии, интервью с мастерами мировой и российской фотографии.
Колумнистами сетевого издания являются известные российские фотографы (Александр Слюсарев (скончался в 2010 г.), Олег Климов, Валерий Щеколдин, Дмитрий Орлов, Валерий Нистратов, отечественные критики фотографии(Владимир Левашов, Виктория Мусвик, Олег Шишкин, Дмитрий Киян, Ирина Чмырева, Екатерина Васенина, Михаил Сидлин и другие).
Ресурс содержит тексты о фотографии с переводами статей, прежде не переводившихся на русский язык (Ролана Барта, Сьюзан Зонтаг, Жана Бодрийара, Клемента Гринберга, Джона Шарковски, Алана Д. Коулмана, Педро Мейера и многих других).

## Сайт
Сайт «Photographer.Ru» имеет разделы:
- «Nonstop Photos» − сообщество фотографов, насчитывающее более 18 тысяч участников (фотоколлекции, форумы, блоги)
- «Афиша»(расписание фотографических событий в стране и мире)
- «Новости»
- «Обзоры и рецензии» (книги, выставки, фотофестивали и прочая)
- «Культпросвет»(статьи по истории, теории и практике фотографии)
- «Персона»(интервью с фотографами, фоторедакторами, кураторами, галеристами, коллекционерами фотографии)
- «Галерея»(галерея работ выдающихся российских и зарубежных фотографов)

Независимый сетевой проект в 2001 и 2003 годах поддерживал грант от фонда Форда.

## Пресса
- «Посредник между вечностью и мигом» Photographer — Андрей Безукладников Журнал «Фотодело» 2006
- «Андрей Безукладников: я за уникальность» Газета «Коммерсантъ» № 174, 2007

## Ссылка
- Сайт «Photographer.Ru» Архивная копия от 12 февраля 2009 на Wayback Machine